# Germ Free Adolescents
Germ Free Adolescents — дебютный студийный альбом британской панк-рок-группы X-Ray Spex, вышедший в 1978 году. В диск вошли три британских хит-сингла: «The Day The World Turned Day-Glo» (#23 в апреле 1978), «Identity» (#24 в июле 1978) и «Germ Free Adolescents» достигший 18-й позиции в ноябре 1978 года.

## Об альбоме
Germ Free Adolescents был встречен положительными отзывами музыкальных критиков. Журнал New Musical Express поместил альбом на 9-е место в списке лучших альбомов 1978 года. В феврале 1979 года критик The Village Voice Роберт Кристгау выказал огорчение по поводу того, что альбом не был выпущен в США и с похвалой отозвался о «жизнерадостно нравственных детских стишках» Поли Стайрин, сильных мелодиях и «неотразимых цветах» группы. Американский музыкальный журнал Trouser Press назвал альбом шедевром, а The Rough Guide to Rock — «ураганным альбомом».
В 1994 году «The Guinness Encyclopedia of Popular Music» поместила Germ Free Adolescents на восьмую строчку в списке лучших панк-альбомов всех времён. В мае 2001 года альбом оказался на 5-м месте в списке «наиболее значимых записей панка» по версии журнала Spin. В марте 2003 года журнал Mojo поместил альбом на 19-е место в списке 50-ти лучших альбомов панка. В 2013-м году занял 180-е место в списке «500 величайших альбомов всех времен» по версии журнала NME. В 2016 году альбом занял 20-е место в списке «40 величайших панк-альбомов всех времён» по версии журнала Rolling Stone,
а в 2020 году — 354-е место в списке «500 величайших альбомов всех времён» по версии того же журнала.

## Список композиций
Слова и музыка всех песен — Поли Стайрин.
| №  | Название                | Длительность |
| -- | ----------------------- | ------------ |
| 1. | «Art-I-Ficial»          | 3:21         |
| 2. | «Obsessed with You»     | 2:26         |
| 3. | «Warrior in Woolworths» | 3:04         |
| 4. | «Let’s Submerge»        | 3:23         |
| 5. | «I Can’t Do Anything»   | 2:55         |
| 6. | «Identity»              | 2:22         |

| №  | Название                           | Длительность |
| -- | ---------------------------------- | ------------ |
| 1. | «Genetic Engineering»              | 2:45         |
| 2. | «I Live Off You»                   | 2:06         |
| 3. | «I Am a Poseur»                    | 2:29         |
| 4. | «Germ Free Adolescents»            | 3:09         |
| 5. | «Plastic Bag»                      | 4:56         |
| 6. | «The Day the World Turned Day-Glo» | 2:50         |

| №  | Название               | Длительность |
| -- | ---------------------- | ------------ |
| 1. | «Highly Inflammable»   | 2:32         |
| 2. | «Age»                  | 2:36         |
| 3. | «I Am a Cliché»        | 1:52         |
| 4. | «Oh Bondage Up Yours!» | 2:48         |

| №   | Название                | Длительность |
| --- | ----------------------- | ------------ |
| 13. | «Oh Bondage, Up Yours!» | 2:50         |
| 14. | «I Am a Cliché»         | 1:54         |
| 15. | «Highly Inflammable»    | 2:33         |
| 16. | «Age»                   | 2:40         |
| 17. | «Genetic Engineering»   | 2:57         |
| 18. | «Art-I-Ficial»          | 3:29         |
| 19. | «I Am a Poseur»         | 2:33         |
| 20. | «Identity»              | 2:34         |
| 21. | «Germ Free Adolescents» | 3:19         |
| 22. | «Warrior in Woolworths» | 3:06         |
| 23. | «Age»                   | 2:39         |

## Участники записи
| X-Ray Spex: - Поли Стайрин — вокал - Джэк Эирпорт — гитара - Пол Дин — бас-гитара - Руди Томсон — саксофон - Б. П. Хардинг — ударные Приглашённые музыканты: - Тед Бантинг — саксофон (в песнях «Identity» и «The Day the World Turned Dayglo») - Лора Лоджик — саксофон (в песнях «Oh Bondage Up Yours!» и «I Am a Cliché») | Технический персонал: - Фэлкон Стюарт — продюсер, концепция обложки - Джон Маккензи Бернс — звукорежиссёр - Энди Пирс — ассистент звукорежиссёра - Ник Уэбб — мастеринг-инженер - Тревор Ки — фотограф - Кук Ки — обложка |